# James Thomas (1er vicomte Cilcennin)
James Purdon Lewes Thomas, 1er vicomte Cilcennin, (prononcé "Kilkennin"; 13 octobre 1903 - 13 juillet 1960), parfois connu sous le nom de Jim Thomas, est un homme politique conservateur britannique. Il est premier lord de l'Amirauté entre 1951 et 1956.

## Biographie
James est le fils de John Lewes Thomas, juge de paix, Caeglas, Llandilo, Carmarthenshire et Anne Louisa, fille du commandant George Purdon. Il fait ses études à Rugby et à l'Oriel College, à Oxford.
Il est secrétaire privé de Stanley Baldwin, le chef du Parti conservateur, entre 1929 et 1931. La dernière année, il est élu député de Hereford. Il est secrétaire parlementaire privé (PPS) du Secrétaire d'État aux Dominions, James Henry Thomas, entre 1932 et 1935, du secrétaire aux colonies, William Ormsby-Gore, entre 1935 et 1937, et du ministre des Affaires étrangères, Anthony Eden, entre 1937 et la démission d'Eden en 1938. Il entre au gouvernement en tant que Lords du Trésor sous Neville Chamberlain en 1939, poste qu'il conserve lorsque Winston Churchill devient Premier ministre en mai 1940. En 1940, il est également PPS du secrétaire à la guerre.
En 1943, Churchill le nomme Secrétaire financier de l'Amirauté, où il reste jusqu'en 1945. Lorsque Churchill revient comme premier ministre en 1951, Thomas est admis au Conseil privé et nommé premier lord de l'Amirauté. Il quitte la Chambre des communes en 1955 et est élevé à la Pairie en tant que vicomte Cilcennin, de Hereford dans le comté de Hereford, au début de 1956 (le titre se prononce "Kilkennin"). Il continue comme premier lord de l'Amirauté jusqu'en septembre 1956, date à laquelle il démissionne. En 1957, il est nommé Lord Lieutenant du Herefordshire, un poste qu'il occupe jusqu'à sa mort trois ans plus tard.
Lord Cilcennin ne s'est jamais marié. Il décède en juillet 1960, à l'âge de 56 ans, et le titre s'éteint.